# 李茂方
李茂方（이무방，1319年—1398年），字释之，光阳（今全羅南道光陽市）人，王氏高丽末年到朝鲜王朝初期大臣。
高丽忠穆王时，李茂方登第，补任典校校勘。高丽恭愍王初年，出知淳昌郡。有朋友向郡里求取当地土特产，李茂方解开所佩笔鞘和带给官吏说：“朋友私请，不可以公物应之，以此易所求与之。”请者惭愧而去。后担任献纳。当时金镛执掌国柄，屡次要见李茂方。李茂方推辞不往。金镛说：“朝官无不求见我，茂方独不来。吾亲往，亦不来，简我也。”转任掌令。高丽国制度：陵隧必派执义署封。世称封陵之人多不显达。封恭愍王仁德王后正陵时，执义洪原哲因为这句话规避。李茂方代署，非常恭谨。恭愍王赞赏他，说：“掌令清白忠直，寡人所知。显达与不显达，不是在於我吗？”洪原哲害怕，于是祝发避嫌。李茂方居母丧，起复後判典校寺事，向国王固辞，国王不允。转任民部尚书，改任司宪府大司宪，赐推忠佐命功臣号，升密直学士。恭愍王因为旱灾，命李茂方在康安殿求雨，李茂方燃臂祈祷。恭愍王听说后，说：“爱民如是，可为首相。”于是让他出任鸡林府尹。原来鸡林府饥荒，等到李茂方到任，开始丰收。李茂方因民之便，贩鱼盐，置义仓，以备赈贷。崔莹巡察六道，执法严厉，守令多被降职免官。到达鸡林府，境内安然，崔莹大喜。
恭愍王召李茂方判开城府事，加赐砺节功臣号。恭愍王以李茂方清寒，赐米五十硕。李茂方认为大臣不可虚受赐，不接受。转任政堂文学。恭愍王常常称李茂方国耳忘家，不畏权势，即使古人也比不上。高丽禑王即位，开书筵，以李茂方为师。恭愍在宫中所养的斑鸠，禑王常常爱玩。李茂方写下《旅獒篇》进讲，说：“斑鸠也是珍禽，愿不要圈养。”禑王命左右侍从将斑鸠放掉。禑王二年（明太祖洪武九年，1376年），李茂方责备侍中庆复兴不籍韩方信、卢稹家，忤上意，罢官，封光阳君。之后任门下评理。高丽昌王即位，任命李茂方检校门下侍中。恭让王宴请群臣，李茂方侍宴，当时他八十一岁，上寿起舞，风仪可观。恭让王称叹，赐推忠砺节赞化功臣号。李成桂建立朝鲜王朝，封李茂方为光阳府院君。太祖七年（明太祖洪武三十一年，1398年）卒，谥号文简，以礼安葬。